# Academia de artes de Königsberg

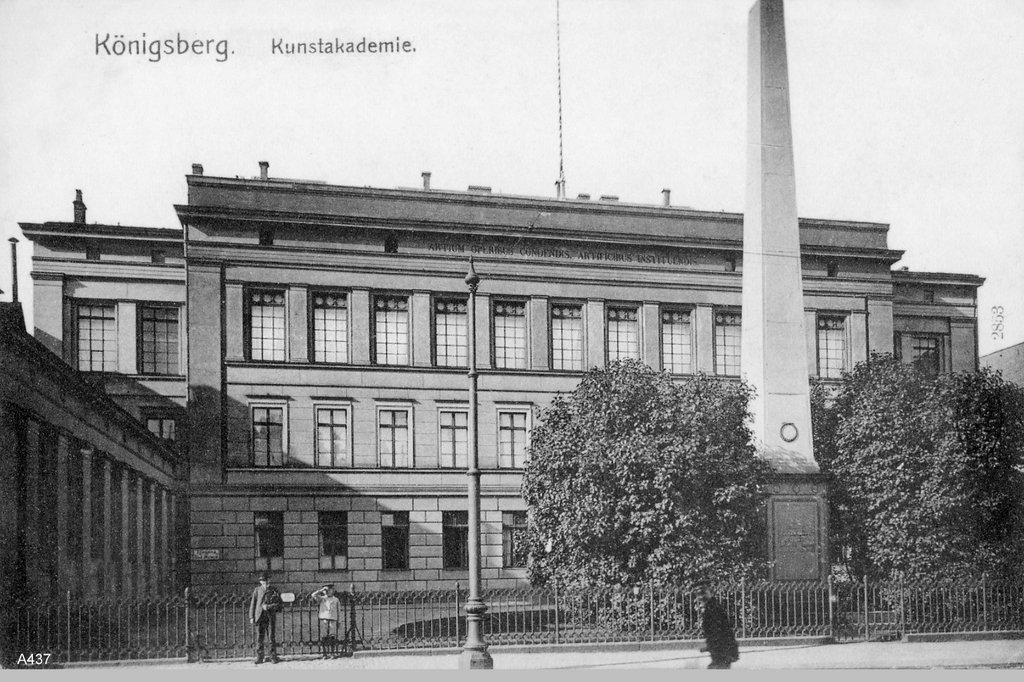
Academia de Artes en la Calle de Reyes (Königsstraße)

La Academia de artes de Königsberg (en alemán: Kunstakademie Königsberg) es una escuela de bellas artes en Königsberg en Prusia Oriental que existió desde 1838 hasta 1945.